# Zeng Jize
Zeng Jize, född 7 december 1839 i Xiangxiang, Hunan, död 12 mars 1890 i Peking, kinesisk ämbetsman och diplomat under Qingdynastin. Zeng Guofans äldste son och övertog vid dennes död hans markisvärdighet.
1879 fick Zeng det svåra uppgiften att som sändebud i Sankt Petersburg söka få till Kina återlämnad Ili-provinsen i Centralasien, vilket också lyckades genom ett fördrag i februari 1881. Zeng blev senare även sändebud i Paris och London. Han inlade 1883 förgäves sin protest emot, att Frankrike, underkännande Kinas länshöghet över Annam, ställde Annam och Tonkin under sitt protektorat.
Då han inte kunde uträtta något i denna sak, lämnade han Paris, varefter Kinas minister i Berlin, Li Fengbao, fortsatte underhandlingarna. 1886 återkallades Zeng även från London (och Petersburg) och blev vid hemkomsten bisittare i utrikesministeriet (Zongli yamen).

## Verk
- Zeng Jize (Marquis Tseng). "China: The Sleep and the Awakening." The Asiatic Quarterly Review 3 (1887): 1-10.